# Орво
Орво (фр. Orvault) — коммуна на западе Франции, находится в регионе Пеи-де-ла-Луар, департамент Атлантическая Луара, округ Нант, кантон Сент-Эрблен-2. Пригород Нанта, примыкает к нему с северо-запада, в 9 км от центра города. Через территорию коммуны проходит национальная автомагистраль А844 и протекает река Сан, ниже по течению впадающая в Эрдр в черте Нанта.
Население (2017) — 26 355 человек.

## История
Раскопки, проведенные на территории коммуны Орво, показали, что люди жили здесь с времен неолита. В галло-римский период существовало поселение на дороге из Блена в Нант. 
В конце VIII века последователями Святого Эрмелана в Орво была построена первая церковь. Орво относился к владениям графов Нанта. В 851 году он перешел во владение королей, а затем герцогов Бретани. В 1532 году, в результате унии Бретани и Франции, вошел в состав Французского королевства.
До 20-х годов XX века Орво был типичной бретонской деревней, жители которой занимались выращиванием льна и пшеницы. После Первой мировой войны население коммуны стало расти, а с 60-х годов ее захватил процесс урбанизации. В 1975 году по отношению к началу века население Орво увеличилось в десять раз.

## Достопримечательности
- Приходская церковь Святого Леже начала XX века в стиле неоготика
- Шато де ла Тур XII-XIV веков, реконструированный в начале XX века, исторический памятник
- Шато Ла-Морльер XVIII века, исторический памятник
- Шато Ла-Гобиньер 1872 года, сейчас в нем функционирует «Театр Ла-Гобиньер»
- Часовня Нотр-Дам у шато де ла Тур XV века
- Кальвария 1877 года
- Театрально-концертный зал «Одиссея» (2006 год)

## Экономика
Структура занятости населения:
- сельское хозяйство — 0,5 %
- промышленность — 8,0 %
- строительство — 5,0 %
- торговля, транспорт и сфера услуг — 62,5 %
- государственные и муниципальные службы — 24,0 %

Уровень безработицы (2017 год) — 10,5 % (Франция в целом — 13,4 %, департамент Атлантическая Луара — 11,6 %). 

Среднегодовой доход на 1 человека, евро (2017 год) — 24 530 (Франция в целом — 21 110, департамент Атлантическая Луара — 21 910).

## Демография
Динамика численности населения, чел.

## Администрация
Пост мэра Орво с 2020 года занимает Жан-Себастьян Гиттон (Jean-Sébastien Guitton). На муниципальных выборах 2020 года возглавляемый им левый блок победил во 2-м туре, получив 41,74 % голосов (из трех блоков).
| Период | Период | Фамилия              | Партия                                                   | Примечания                                                            |
| ------ | ------ | -------------------- | -------------------------------------------------------- | --------------------------------------------------------------------- |
| 1977   | 1983   | Морис Пужад          | Социалистическая партия                                  |                                                                       |
| 1983   | 2001   | Андре Луизи          | Союз за французскую демократию                           | член Генерального совета департамента, депутат Национального собрания |
| 2001   | 2020   | Жозеф Парпайон       | Союз за народное движение, Союз демократов и независимых | член Генерального совета департамента                                 |
| 2020   |        | Жан-Себастьян Гиттон | Разные левые                                             | ветеринар                                                             |

## Города-побратимы
- Со-Ава, Бенин
- Киндиа, Гвинея
- Хойсвайлер, Германия
- Тырговиште, Румыния
- Тредегар, Уэльс

## Галерея

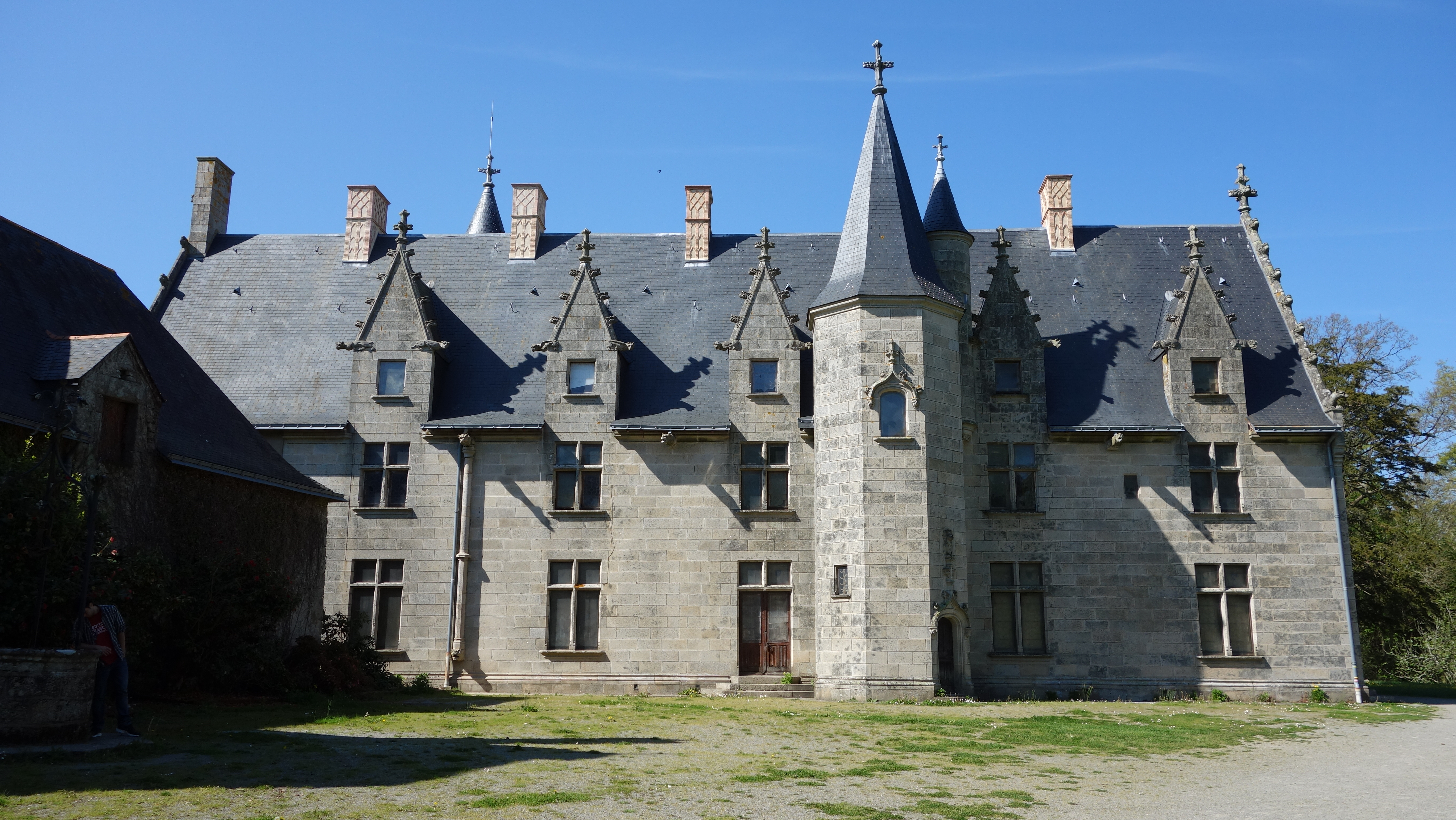
Шато де ла Тур
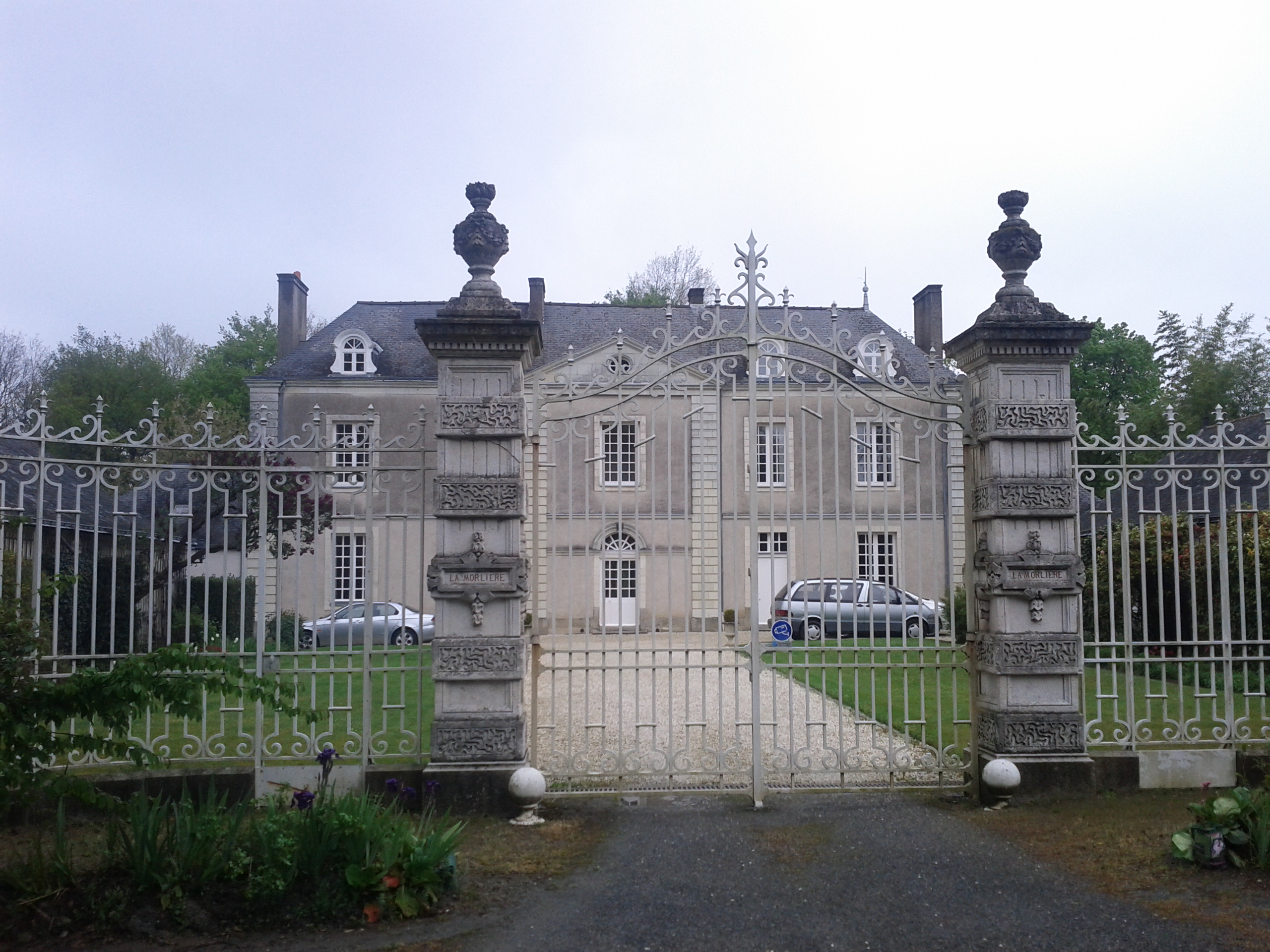
Шато Ла-Морльер
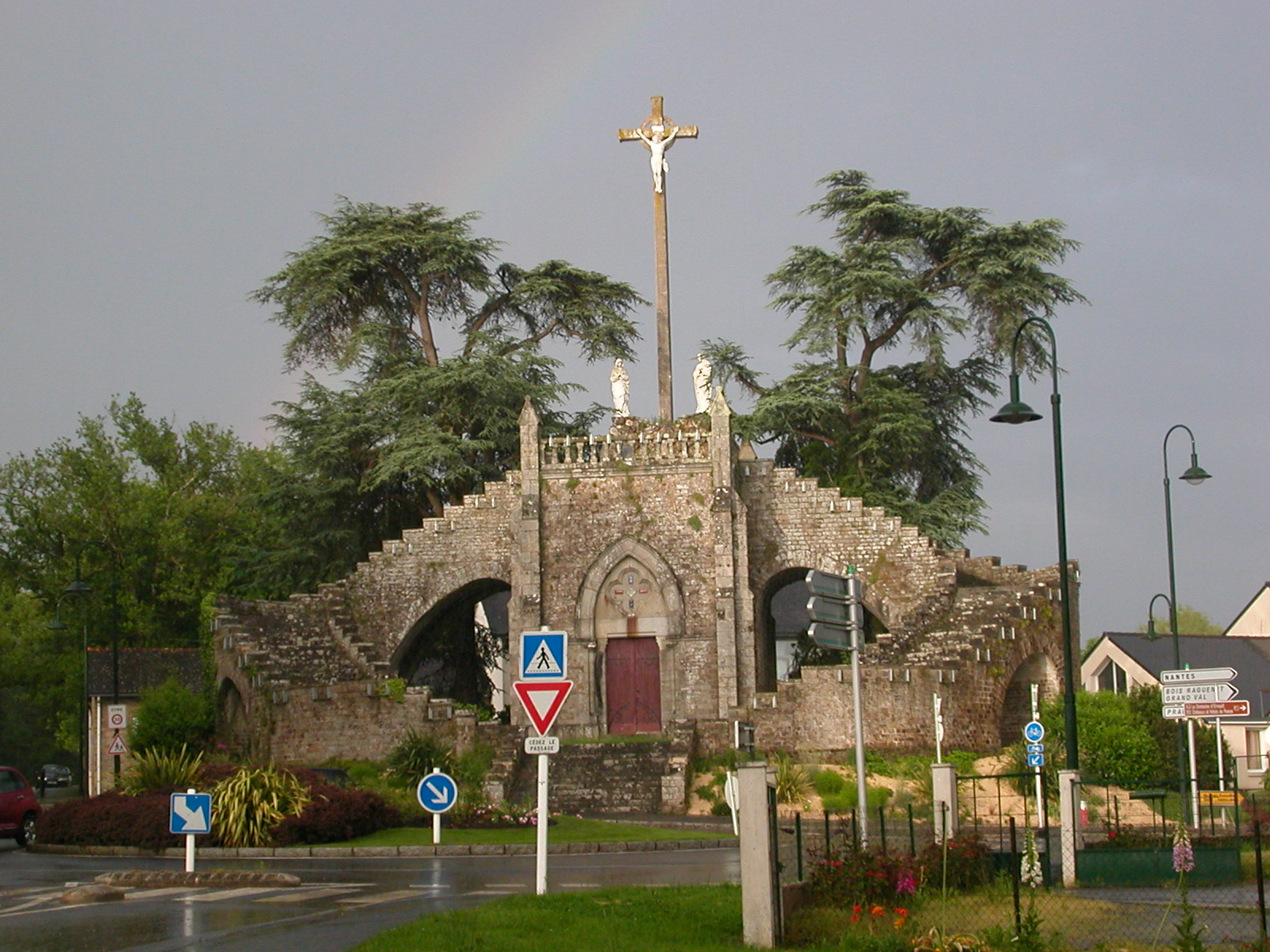
Кальвария
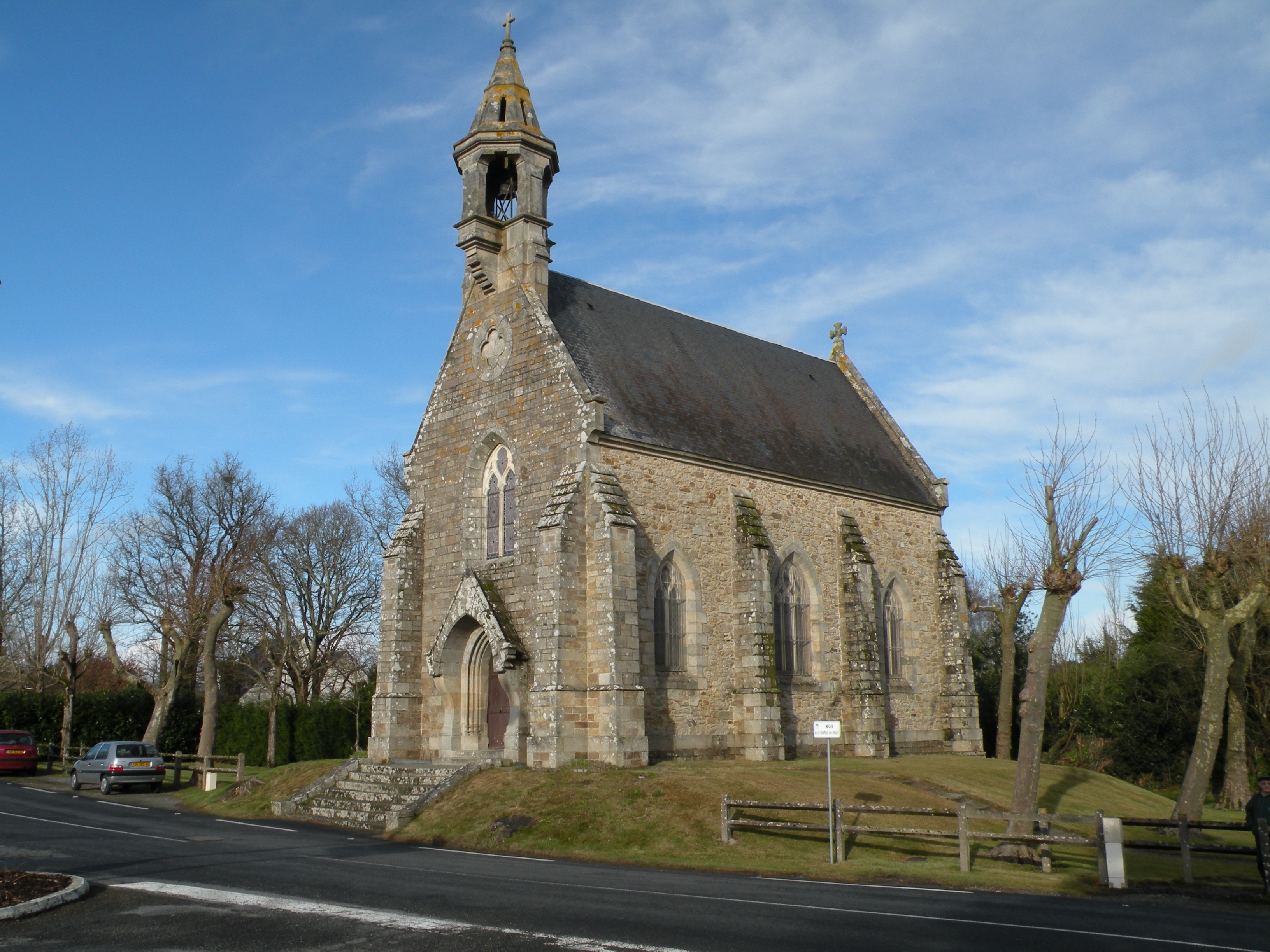
Часовня Нотр-Дам